# 阿尔弗雷德·巴赫曼
阿尔弗雷德·巴赫曼（德語：Alfred Bachmann，1945年3月31日—），瑞士男子赛艇运动员。他曾代表瑞士参加1972年夏季奥林匹克运动会赛艇比赛，搭档海因里希·菲舍尔获得男子双人单桨无舵手银牌。